# ナニ (サッカー選手)
ナニ（Nani (ポルトガル語発音: [naˈni])）ことルイス・カルロス・アルメイダ・ダ・クーニャ（Luís Carlos Almeida da Cunha ComM, 1986年11月17日 - ）は、カーボベルデ出身の元サッカー選手。現役時代のポジションはMF、FW。左右のサイドMFやウイングを主戦場としていたが、戦術によっては2トップの一角やトップ下なども務めていた。元ポルトガル代表。

## クラブ経歴

### 生い立ち
カーボベルデ諸島の首都プライアに母マリア・ドゥ・セウ・アルメイダと父ドミンゴス・ダ・クーニャの間に生まれ、カーボベルデとポルトガルの二重国籍者である。彼が幼い頃に家族でポルトガルに移り住み、リスボンにほど近いアマドーラで育つ。幼少期に空き地で一緒にサッカーで遊んでいた友人にマヌエル・フェルナンデスやウェストハム・ユナイテッドFCなどで活躍したリカルド・ヴァス・テがいる。

### クラブ

マンチェスター・ユナイテッドでのナニ（2008年）

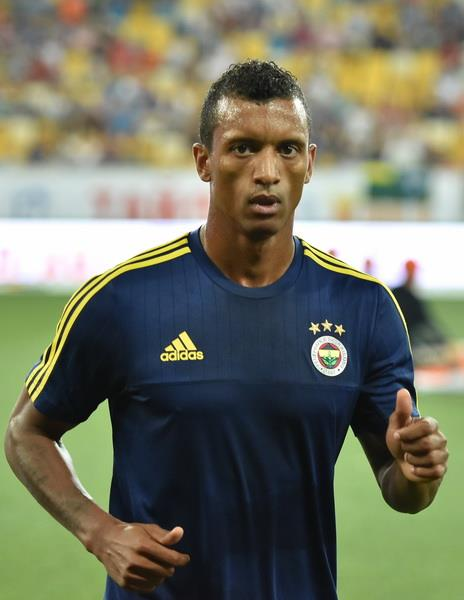
フェネルバフチェ時代（2015年）

スポルティングCPで18歳という年齢でトップチームに昇格し、2006-07シーズンには29試合5得点を挙げ、ポルトガルカップで優勝を果たす。
UEFAチャンピオンズリーグFCスパルタク・モスクワ戦での活躍をきっかけに脚光を浴び始め、マンチェスター・ユナイテッドのアレックス・ファーガソン監督にライアン・ギグスの後継者として目に止まる。当時、獲得にはFCバルセロナも興味を示していた。2007年夏にトッテナム・ホットスパーFCからのオファーも届いていたが、マンチェスター・ユナイテッドFCへの移籍を決定。直後の会見にてマンチェスター・ユナイテッドへの移籍を「夢の実現」と表現している。
2009-10シーズンの前半戦は低調なパフォーマンスに終始し、トレード要員として名前も挙がっていたが、1月のマンチェスターダービーから調子を上げ、シーズン終盤には欠かせない戦力へと急成長を遂げた。その後、2010 FIFAワールドカップメンバーに選出されるものの鎖骨の負傷が完治せず、離脱を余儀なくされた。
ルイ・ファン・ハール監督が就任すると、構想外となり、2014年8月20日、出場機会を求めて古巣のスポルティングCPにレンタル移籍した。
2015年7月6日、フェネルバフチェSKへ移籍した。
2016年7月5日、バレンシアCFへ移籍した。
2017年8月31日、セリエA・SSラツィオにレンタル移籍した。買取オプション付きのレンタルで、一定の条件で買取義務が発生する。10月1日、USサッスオーロ・カルチョ戦にルイス・アルベルトとの交代で途中出場し、セリエAデビューを果たした。このシーズン、セリエAでは18試合に出場して3得点4アシストを記録した。
2018年7月11日、スポルティングCPに復帰することが発表された。
2019年2月18日、メジャーリーグサッカーのオーランド・シティSCと3年契約を締結した。加入直後からキャプテンに任命され、2019年シーズンは30試合に出場して12ゴールを挙げた。2021年11月26日、シーズン終了後にクラブを退団することが発表された。
2022年1月14日、ヴェネツィアFCと2023年6月までの契約を結んだ。2022年7月8日、双方合意の下で契約を解消した。
2022年7月12日、メルボルン・ビクトリーFCと2年契約を結んだ。
2023年7月13日、アダナ・デミルスポルに移籍した。

## 代表経歴
若年層におけるポルトガル代表としては、2006年夏にポルトガルU-21にて開催された3試合全てに出場している。2006年9月にはフル代表デビューを果たした。その後も出場を続け、UEFA欧州選手権に3大会連続で出場。ポルトガル代表に完全定着した。EURO 2016では全試合にフル出場し3得点を挙げるなど、ポルトガル代表優勝に貢献した。グループリーグ初戦、アイスランド戦で得点を記録した。この得点はEURO通算600得点目であった。また決勝トーナメント1回戦のクロアチア戦で代表通算100試合出場を達成した。
2018 FIFAワールドカップでは、予備登録メンバー35人には選出されたが、23人の出場メンバーからは落選した。

## 個人成績

### クラブ
| クラブ                       | シーズン | リーグ | リーグ | カップ | カップ | リーグカップ | リーグカップ | 国際大会 | 国際大会 | その他 | その他 | 合計 | 合計 |
| クラブ                       | シーズン | 出場   | 得点   | 出場   | 得点   | 出場         | 得点         | 出場     | 得点     | 出場   | 得点   | 出場 | 得点 |
| ---------------------------- | -------- | ------ | ------ | ------ | ------ | ------------ | ------------ | -------- | -------- | ------ | ------ | ---- | ---- |
| スポルティングCP             | 2005-06  | 29     | 4      | 5      | 1      | —            | —            | 2        | 0        | —      | —      | 36   | 5    |
| スポルティングCP             | 2006-07  | 29     | 5      | 5      | 0      | —            | —            | 6        | 1        | —      | —      | 40   | 6    |
| スポルティングCP             | 通算     | 58     | 9      | 10     | 1      | 0            | 0            | 8        | 1        | 0      | 0      | 76   | 11   |
| マンチェスター・ユナイテッド | 2007-08  | 26     | 3      | 2      | 1      | 1            | 0            | 11       | 0        | 1      | 0      | 41   | 4    |
| マンチェスター・ユナイテッド | 2008-09  | 13     | 1      | 2      | 2      | 6            | 3            | 7        | 0        | 3      | 0      | 31   | 6    |
| マンチェスター・ユナイテッド | 2009-10  | 23     | 3      | 0      | 0      | 2            | 0            | 8        | 2        | 1      | 1      | 34   | 6    |
| マンチェスター・ユナイテッド | 2010-11  | 33     | 9      | 3      | 0      | 0            | 0            | 12       | 1        | 1      | 0      | 49   | 10   |
| マンチェスター・ユナイテッド | 2011-12  | 29     | 8      | 1      | 0      | 0            | 0            | 9        | 0        | 1      | 2      | 40   | 10   |
| マンチェスター・ユナイテッド | 2012-13  | 11     | 1      | 5      | 1      | 1            | 1            | 4        | 0        | —      | —      | 21   | 3    |
| マンチェスター・ユナイテッド | 2013-14  | 11     | 0      | 0      | 0      | 1            | 0            | 1        | 1        | 0      | 0      | 13   | 1    |
| マンチェスター・ユナイテッド | 2014-15  | 1      | 0      | 0      | 0      | 0            | 0            | —        | —        | —      | —      | 1    | 0    |
| マンチェスター・ユナイテッド | 通算     | 147    | 25     | 13     | 4      | 11           | 4            | 52       | 4        | 7      | 3      | 230  | 40   |
| スポルティングCP (loan)      | 2014-15  | 27     | 7      | 3      | 1      | 0            | 0            | 8        | 4        | —      | —      | 38   | 12   |
| フェネルバフチェ             | 2015-16  | 28     | 8      | 5      | 3      | -            | -            | 13       | 1        | -      | -      | 46   | 12   |
| 総通算                       | 総通算   | 261    | 49     | 31     | 9      | 11           | 4            | 82       | 10       | 7      | 3      | 390  | 75   |

## 代表歴

### 出場大会
- ポルトガル代表
  - 2014 FIFAワールドカップ

### 試合数
- 国際Aマッチ 112試合 23得点（2006年-2017年）[24]

| ポルトガル代表 | 国際Aマッチ | 国際Aマッチ |
| 年             | 出場        | 得点        |
| -------------- | ----------- | ----------- |
| 2006           | 4           | 0           |
| 2007           | 7           | 1           |
| 2008           | 11          | 3           |
| 2009           | 11          | 1           |
| 2010           | 8           | 3           |
| 2011           | 10          | 3           |
| 2012           | 13          | 1           |
| 2013           | 8           | 1           |
| 2014           | 11          | 1           |
| 2015           | 9           | 2           |
| 2016           | 14          | 6           |
| 2017           | 6           | 1           |
| 通算           | 112         | 23          |

### 得点
| #   | 開催年月日     | 開催地               | 対戦国                   | スコア | 結果 | 試合概要                                |
| --- | -------------- | -------------------- | ------------------------ | ------ | ---- | --------------------------------------- |
| 1.  | 2006年9月1日   | コペンハーゲン       | デンマーク               | 2–2    | 4–2  | 親善試合                                |
| 2.  | 2007年6月2日   | ブリュッセル         | ベルギー                 | 0–1    | 1–2  | UEFA EURO 2008予選                      |
| 3.  | 2008年8月20日  | アヴェイロ           | フェロー諸島             | 5–0    | 5–0  | 親善試合                                |
| 4.  | 2008年9月6日   | タカリ               | マルタ                   | 0–4    | 0–4  | 2010 FIFAワールドカップ・ヨーロッパ予選 |
| 5.  | 2008年9月10日  | レイリア             | デンマーク               | 1–0    | 2–3  | 2010 FIFAワールドカップ・ヨーロッパ予選 |
| 6.  | 2009年9月14日  | レイリア             | マルタ                   | 1–0    | 4–0  | 2010 FIFAワールドカップ・ヨーロッパ予選 |
| 7.  | 2010年6月1日   | コヴィリャン         | カメルーン               | 3–1    | 3–1  | 親善試合                                |
| 8.  | 2010年10月8日  | ポルト               | デンマーク               | 1–0    | 3–1  | UEFA EURO 2012予選                      |
| 9.  | 2010年10月8日  | ポルト               | デンマーク               | 2–0    | 3–1  | UEFA EURO 2012予選                      |
| 10. | 2011年10月7日  | ポルト               | アイスランド             | 1–0    | 5–3  | UEFA EURO 2012予選                      |
| 11. | 2011年10月7日  | ポルト               | アイスランド             | 2–0    | 5–3  | UEFA EURO 2012予選                      |
| 12. | 2011年11月15日 | リスボン             | ボスニア・ヘルツェゴビナ | 2–0    | 6–2  | UEFA EURO 2012予選                      |
| 13. | 2012年6月2日   | リスボン             | トルコ                   | 1–2    | 1–3  | 親善試合                                |
| 14. | 2013年10月15日 | コインブラ           | ルクセンブルク           | 2–0    | 3–0  | 2014 FIFAワールドカップ・ヨーロッパ予選 |
| 15. | 2014年6月22日  | マナウス             | アメリカ合衆国           | 1–0    | 2–2  | 2014 FIFAワールドカップ                 |
| 16. | 2015年10月11日 | ベオグラード         | セルビア                 | 0–1    | 1–2  | UEFA EURO 2016予選                      |
| 17. | 2015年11月17日 | ルクセンブルク       | ルクセンブルク           | 0–2    | 0–2  | 親善試合                                |
| 18. | 2016年3月29日  | レイリア             | ベルギー                 | 1–0    | 2–1  | 親善試合                                |
| 19. | 2016年6月14日  | サン＝テティエンヌ   | アイスランド             | 1–0    | 1–1  | UEFA EURO 2016                          |
| 20. | 2016年6月22日  | リヨン               | ハンガリー               | 1–1    | 3–3  | UEFA EURO 2016                          |
| 21. | 2016年7月6日   | リヨン               | ウェールズ               | 2–0    | 2–0  | UEFA EURO 2016準決勝                    |
| 22. | 2016年9月1日   | ポルト               | ジブラルタル             | 1–0    | 5–0  | 親善試合                                |
| 23. | 2016年9月1日   | ポルト               | ジブラルタル             | 2–0    | 5–0  | 親善試合                                |
| 24. | 2017年6月24日  | サンクトペテルブルク | ニュージーランド         | 0–4    | 0–4  | FIFAコンフェデレーションズカップ2017    |

## タイトル

### クラブ
スポルティング・クルーベ・デ・ポルトゥガル
- タッサ・デ・ポルトガル : 3回 (2006-07, 2014-15, 2018-19)
- タッサ・ダ・リーガ : 1回 (2018-19)

マンチェスター・ユナイテッドFC
- プレミアリーグ : 4回 (2007-08, 2008-09, 2010-11, 2012-13)
- フットボールリーグカップ : 2回 (2008-09, 2009-10)
- FAコミュニティ・シールド : 5回 (2007, 2008, 2010, 2011, 2013)
- UEFAチャンピオンズリーグ : 1回 (2007-08)
- FIFAクラブワールドカップ : 1回 (2008)

### 代表
ポルトガル代表
- UEFA欧州選手権 : 1回 (2016)